# Hohenzell (Altomünster)
Hohenzell ist ein Pfarrdorf und Ortsteil des Marktes Altomünster im Landkreis Dachau in Oberbayern.

Zur Gemarkung gehören auch die Dörfer Irchenbrunn und Plixenried, die Weiler Freistetten, Lichtenberg und Übelmanna und die Einöde Rametsried.

## Geographie
Hohenzell liegt im Südwesten von Altomünster und grenzt an die Gemeinden Adelzhausen und Odelzhausen. Nachbarorte sind Lichtenberg und Radenzhofen im Norden, Irchenbrunn und Langengern im Osten, Miegersbach und Hadersried im Süden, Freistetten im Westen und Michelau im Nordwesten. Straßenverbindungen bestehen nach Altomünster, Odelzhausen, Erdweg und Adelzhausen.

## Geschichte

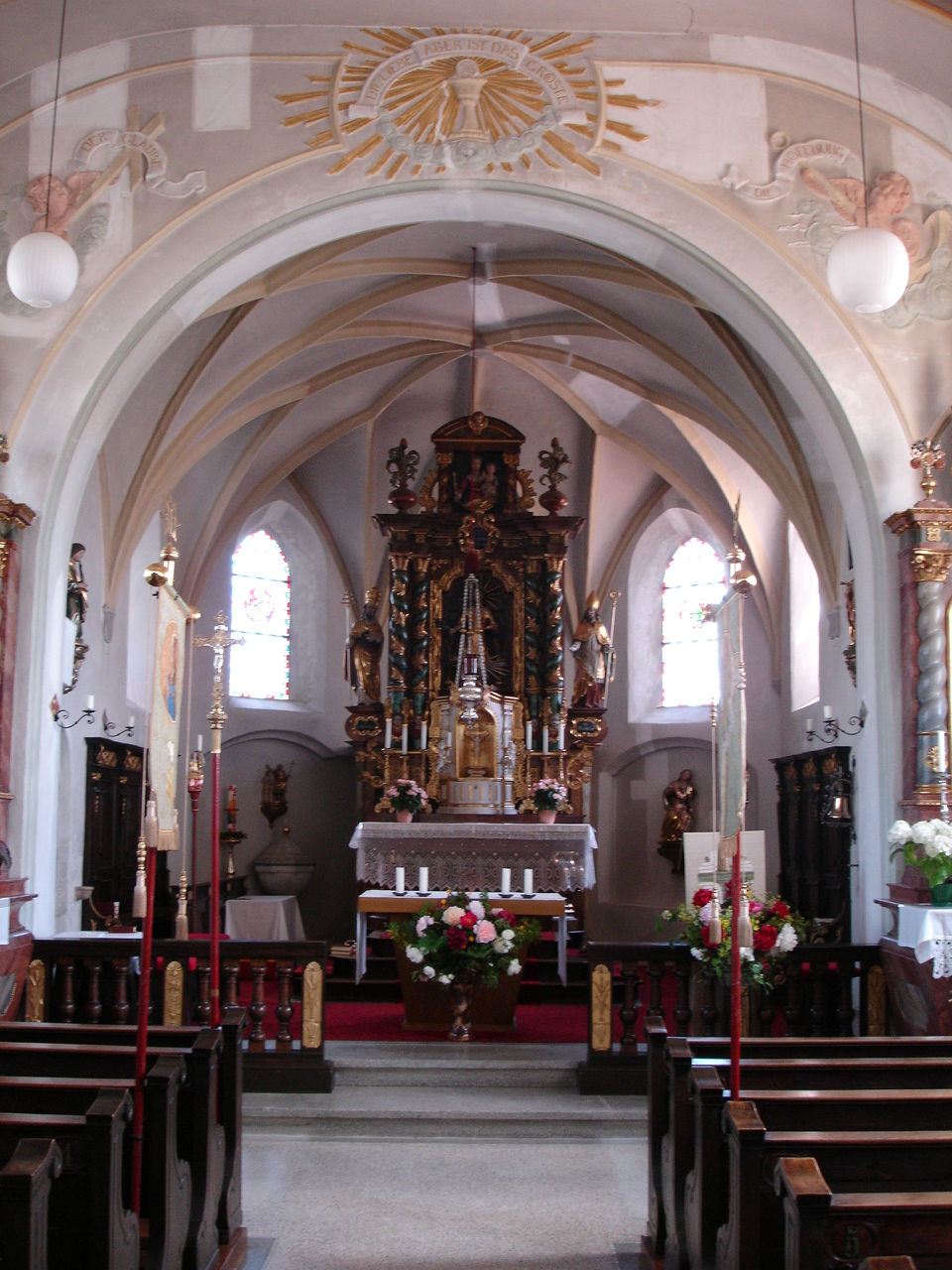
Innenansicht der Kirche St. Stephan

Hohenzell wurde erstmals 1260 urkundlich als „Hochencella“ erwähnt. Es wird jedoch angenommen, dass es zu den zwölf „Zell“-Orten gehörte, die vom 8. bis 10. Jahrhundert von Altomünster aus angelegt worden waren.
Ursprünglich bildete Hohenzell, das zum Bistum Augsburg gehört, eine eigene Pfarrei, zu der ab 1807 Irchenbrunn und ab 1918 Lichtenberg gehörten. Seit der Mitte der 1950er Jahre gehört Hohenzell zur Pfarreiengemeinschaft Adelzhausen.
Am 1. Mai 1978 wurde Hohenzell zu Altomünster eingegliedert.

## Sehenswürdigkeiten
- → Hauptartikel: St. Stephan (Hohenzell)
- Pfarrhaus, erbaut im Jahre 1900

## Persönlichkeiten
- Anton Lehemeir (1841–1933), Fotograf, Uhrmacher, Bürgermeister und Mitglied des Deutschen Reichstags

## Vereine
- Freiwillige Feuerwehr (gegründet 1902)
- Schützenverein Eintracht Hohenzell e. V. (gegründet 1888)
- Krieger- und Soldatenverein Hohenzell e. V.(gegründet 1922)
- Sportverein Hohenzell (gegründet 1985)
- Obst- und Gartenbauverein Hohenzell-Kiemertshofen
- Burschenverein Hohenzell-Irchenbrunn e. V.